# Sense un nom i sense amics
Sense nom i sense amics, «La riquesa del ric és la seva ciutat forta: la destrucció dels pobres és la seva pobresa» (Proverbis: 10:15) és una obra a l'oli sobre tela les dimensions de la qual són 82 cm d'alt per 104 cm. en amplada. Va ser pintat el 1857 per Emily Mary Osborn (1828-1925) i actualment es troba a la Tate Britain de Londres.

## Context històric-artístic
Aquesta obra es va realitzar a mitjans del segle xix un període tumultuós i canviant que estableix les seves bases en dos processos fonamentals, la revolució francesa i la revolució industrial.
Així mateix, tal com enumera Pascuali Villani, «apareixen nous elements que modifiquen el marc anterior de relacions internacionals i els equilibris polítics i econòmics. La fundació dels Estats Units d'Amèrica, […], el domini dels mars i el gran comerç internacional consolidat en mans angleses i reforçat pel procés d'industrialització, la discussió i l'experimentació de nous models polítics i institucionals», formen part d'aquest nou escenari.
A més, cal destacar que el nou sistema econòmic capitalista es converteix en un important esperó per a les noves demandes socials, com ara el sufragi femení. Des d'un punt de vista artístic, s'observa com a mesura que avança el segle xix les dones artistes es van «endinsant en gèneres pictòrics considerats fins aleshores com a masculins», apunta Patricia Mayayo.
Concretament, és a l'Anglaterra victoriana quan es consoliden els prototips de la dona vuitcentista. Si bé els textos sobre dones artistes se'ns presenten més abundants que en èpoques anteriors, «aquestes apareixen sempre caracteritzades com un grup homogeni en virtut del seu sexe i radicalment separat de l'univers dels creadors homes». Igualment, els productes nascuts de les mans d'una dona es qualificaven sovint com a «delicats» o «innocents»; obres sorgides de les mans d'un amateur. La dona limitada al seu entorn familiar, decent i acoblada es configura sovint com la protagonista d'un ideari pictòric i d'un ideal de feminitat concrets. Per contra, una imatge antagònica copa l'imaginari artístic i literari generat pels homes: la dona fatal banyada d'erotisme.
Aquest panorama contrasta notablement amb allò esdevingut en el pla social. Al llarg del segle xix se succeeixen els moviments per la defensa del vot femení. Anglaterra es converteix així en un dels nuclis principals on obres com The Subjection of Women (1869) de John Stuart Mill senten les bases del nou pensament. Així mateix, moltes artistes es veuen involucrades en aquestes demandes, com Emily Mary Osborn. Al costat de la pintora britànica destaquen un considerable nombre de pintores i il·lustradores que van desenvolupar el seu treball durant l'etapa victoriana com Elisabeth Thompson, Barbara Leigh Smith Bodichon, Lucy Maddox Brown Rosetti o Lucy Faulkner.

## Títol i referències literàries
En el moment de la seva exhibició a la Royal Academy of Arts el 1857 l'obra estava acompanyada en el seu títol (Nameless and friendless) per una cita procedent del Llibre dels Proverbis 10:15. Aquesta resa així:
| «                 | «La fortuna del ric és la seva plaça forta, la pobresa dels febles és la seva ruïna.» "The rich man's wealth is his strong city: la destrucció de la poor is their poverty" | » |
| — Proverbis 10:15 | |   |

A través d'aquesta font, Emily Mary Osborn intenta establir una relació entre la dominació del ric i la dominació de l'home en un món on la dona queda emplaçada a una posició secundària i moltes vegades precària.
Respecte a les seves possibles influències literàries, la Tate Britain addueix una possible inspiració en l'obra de la novel·lista escocesa Mary Brunton (1778 – 1818) Self-Control, publicada el 1811 i reeditada el 1850. Així mateix, en un intent de redefinició del concepte de feminitat, l'heroïna i protagonista de la novel·la, Laura Montreville, intenta millorar la seva difícil situació econòmica a Londres a través de la visita a diversos marxants. Tot i això, els intents per vendre els seus dibuixos i pintures són, en la major part dels casos, un fracàs.
Per altra banda, les relacions entre la literatura i la pintura són directes al llarg del segle xix. No és estrany que siguin altres les obres literàries referides a la situació de la dona artista que també van poder servir d'inspiració. Aquest és el cas de la novel·lista i poetessa britànica Anne Brontë (1820 – 1848) i la seva obra The Tenant of Wildfell Hall del 1848. Tal com explica Estrella de Diego, «la protagonista, Mrs. Huntingdon, s'ha de dedicar a la pintura per guanyar-se la vida quan deixa el marit, personatge malvat». Així mateix, també es poden destacar The Marble Faun o The Romance of Monte Beni, escrit per Nathaniel Hawthorne el 1860 sobre la vida de dues artistes antagòniques.

## Descripció de l'obra
Sense un nom i sense amics mostra a l'interior d'un comerç una jove dona artista que, acompanyada per un nen, tracta de vendre la feina a un escèptic marxant. La vestimenta negra de la jove ens suggereix una possible situació d'orfandat ja que la mateixa manca d'anell que pugui fer al·lusió a un cònjuge perdut, una de les obres. Aquest analitza, amb un gest certament despectiu encara que no exempt de curiositat, els treballs que la jove artista tímidament intenta mostrar. L'entristida mirada de la dona dirigida a terra, la seva postura retreta i les mans, que nerviosament juguen amb la cadena, ens porten a pensar que l'obra que sosté el venedor és la seva feina. Així mateix, tal com apunta en la seva informació la Tate Britain, el seu xop paraigua i la seva capa parlen d'una jove que ha recorregut una considerable distància fins a arribar-hi. l'escena. Un d'ells, de vestimenta elegant, sosté entre les mans una estampa acolorida d'una ballarina o ballerí. Al marge de l'escena principal trobem dos personatges masculins, probablement treballadors de la botiga, així com una mare i el seu fill que surten amb les compres del lloc. Al fons s'hi observa el carrer.
És una obra de caràcter figuratiu i de composició equilibrada. La disposició dels personatges s'organitza al voltant de petits grups que aparentment estan aïllats i que, no obstant, es comuniquen a través de mirades i gestos. Durant la dècada de 1850, Emily Mary Osborn va consolidar la seva reputació com a pintora de gènere, especialment mitjançant escenes intimistes protagonitzades per dones Així mateix, tan sols un any abans de realitzar Sense un nom i sense amics, Osborn pintava i exhibia Home thoughts a la Royal Academy of Arts, obra amb què s'estableixen certes similituds compositives. D'altra banda, les tonalitats es troben polaritzades en gammes càlides d'ombra i siena torrada (dominants al mobiliari) i gammes fredes de gris, negre i blau cobalt (dominants als personatges principals i a l'exterior) que es combinen per crear, a través d'una factura fluida i amb prou feines perceptible, un cru i hostil ambient.

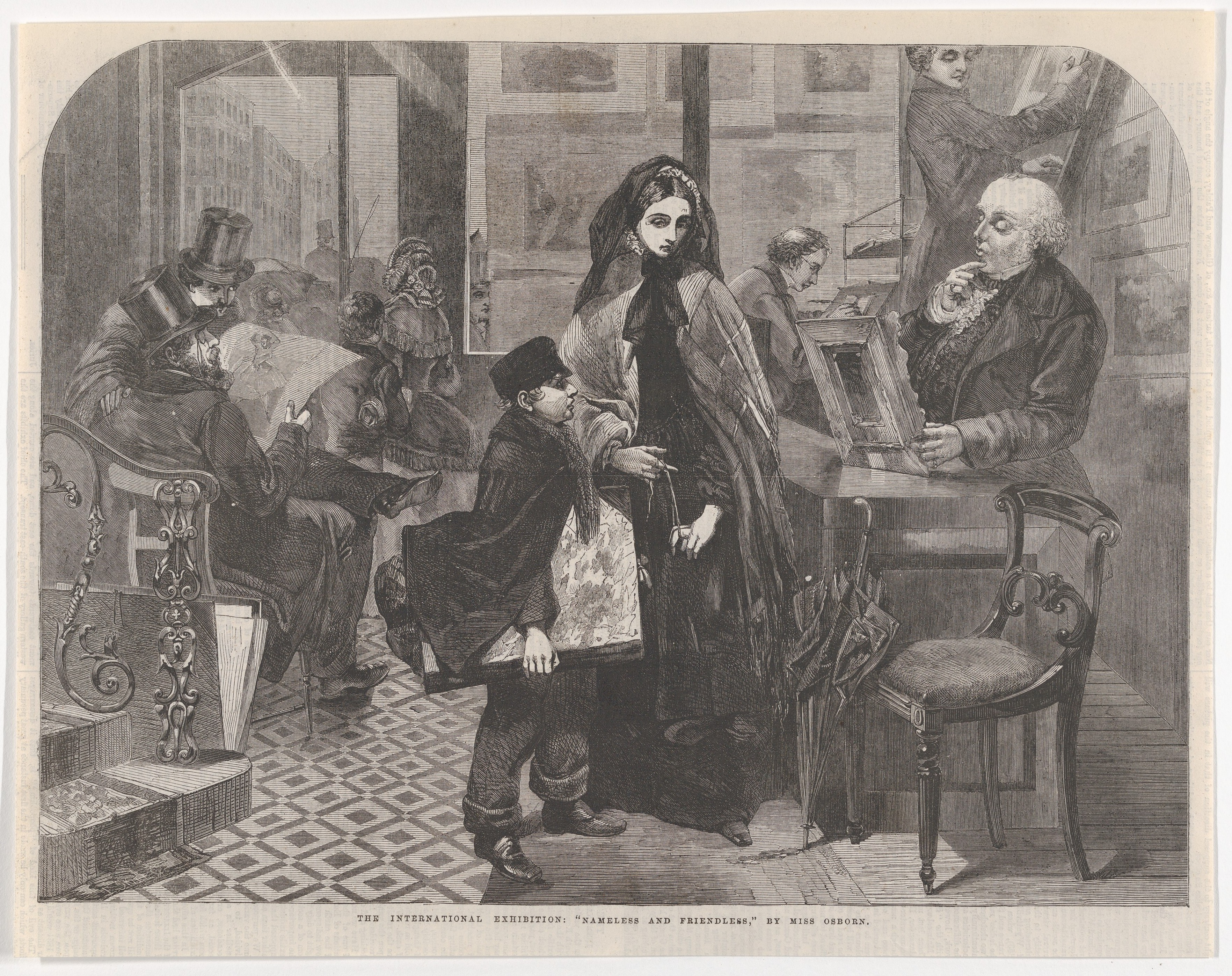
Imatge reproduïda per Edward Skill a "Illustrated London News".

L'obra es troba executada amb detallisme, fent especial èmfasi en certs elements com el paviment del terra, la carpeta sostinguda pel nen o el quadre analitzat pel marxant. La mida reduïda d'aquest últim indica que, possiblement, es tracti d'un bodegó o una pintura de característiques similars; així com destaca la carpeta, la qual podria allotjar-hi dibuixos i esbossos. En aquests moments la producció artística d'una dona estava limitada a aquesta mena de gèneres. Des d'un punt de vista educatiu, al costat de les acadèmies de caràcter particular existia la denominada Government School of Art of Femmales a Londres, on les artistes rebien classes. Tot i això, «el 1859 un grup de pintores demanava accés a la classe del natural», petició que va ser denegada. Emperò, Estrella de Diego destaca:
Els èxits, però, es van anar aconseguint (…) el 1862 hi havia cinc alumnes matriculades el 1868 n'hi havia 13; el 1872, 92, i el 1879, 130. La discriminació subsistia fins i tot el 1888, ja que l'examen per als alumnes era una figura de cos sencer mentre les alumnes només havien de dibuixar el cap (Diego Otero 2009, p. 69).
De la mateixa manera, aquest fenomen es va repetir també a França, on es funda L'Union des Femmes Peintres et Sculpteurs a París, estant presidida per León Bertaux, que va mantenir una veritable lluita per l'accés de la dona a l'Ecole des Beaux-Arts.
Des d'un punt de vista simbòlic, aquesta obra qüestiona el paper de la dona dins del món de l'art com a creació i model (representada per l'estampa acolorida de la ballarina) configurada com a font de plaer visual per als homes i com a creadora. Per a Patricia Mayayo la seva aparença i «expressió entristida i modesta la converteixen en la imatge arquetípica de la dama en dificultats, és a dir, de la dona de classe mitjana amb dificultats monetàries […] obligada a assegurar-se la seva independència econòmica sense perdre per això la seva respectabilitat». Així mateix, Linda Nochlin convida a mirar aquest tipus d'obres de caràcter intimista com a fragments de la vida quotidiana, vàlids per conèixer aquesta altra història, la infrahistòria» que no obstant, tenen similituds temàtiques amb els treballs de artistes contemporanis com Richard Redgrave i Rebecca Solomon.
Emily Mary Osborn aviat es va trobar vinculada als moviments per la defensa dels drets de la dona. Va ser membre de la Society of Female Artists, així com una de les signants de la petició per a l'accés de les dones a la Royal Academy of Arts. Així mateix, el 1889 es va mostrar a favor per la Declaració del Sufragi femení. En conseqüència, aquesta obra es pot interpretar com una denúncia de la situació que moltes dones patien en aquell moment. La consideració que aquestes dones tenien possiblement respongui a l'amenaça que en si mateixes suposaven per a la institució oficial. Aquest gran art estava sent atacat, tal com afirma Mayayo, intentat ». No obstant, resulta vital matisar el cas concret d'Emily Mary Osborn. La seva carrera va gaudir de considerable èxit al llarg de tota la vida, gens equiparable al rebuig predominant cap a la dona artista durant el segle xix. A més, Osborn va tenir sempre el suport de la seva família i d'acabalades mecenes com ara la pròpia reina Victòria. Així mateix, la Tate Britain informa que Sense un nom i sense amics va ser subhastada i posteriorment exhibida el 1862 a l'Exposició Internacional de Londres, així com reproduïda per Edward Skill a Illustrated London News i també a Art Journal el 1864.